# EMC E3
 (juillet 2022).
Si vous disposez d'ouvrages ou d'articles de référence ou si vous connaissez des sites web de qualité traitant du thème abordé ici, merci de compléter l'article en donnant les références utiles à sa vérifiabilité et en les liant à la section « Notes et références ».

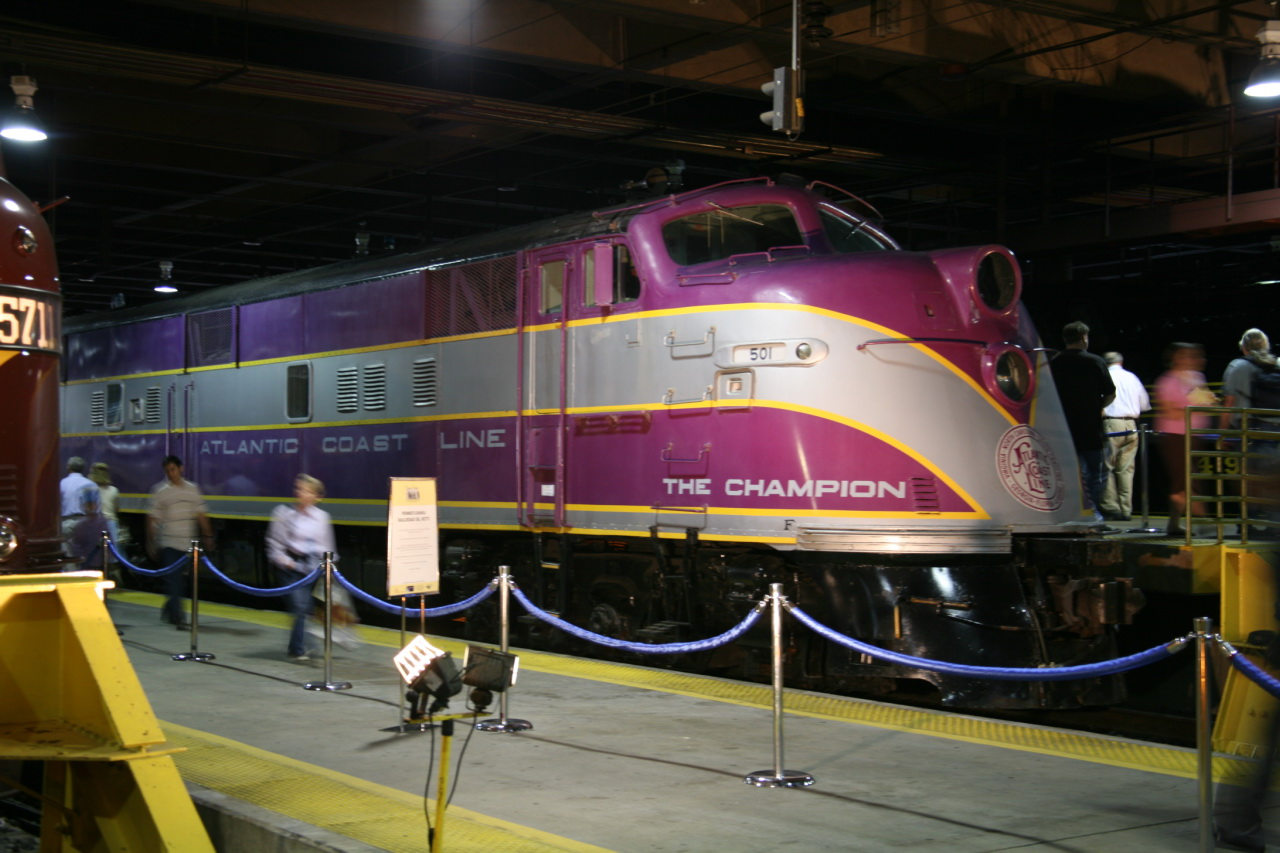
E3 du Atlantic Coast Line Railroad.

La EMC E3 est une locomotive Diesel produite par EMC. La E3 était une locomotive de passagers produisant 2,000 chevaux-vapeur (1,500 kW) construite entre septembre 1938 et juin 1940.  